# Tasman-Gletscher
Der Tasman-Gletscher (Tasman Glacier) ist der größte einer Gruppe von Gletschern in den Neuseeländischen Alpen auf der Südinsel Neuseelands. Diese erstrecken sich in südlicher und östlicher Richtung dem Mackenzie-Becken zugewandt.

## Geographie
Der Tasman-Gletscher ist 27 km lang, bis zu 3 km breit und liegt vollständig im Gebiet des Mount-Cook-Nationalparks.
Der Gletscher erstreckt sich in südlicher Richtung an den Südhängen der Minarets und der Ostflanke des Aoraki/Mount Cook, dessen Gipfel nur 5 km vom Gletscher entfernt ist. Von Nordosten her trifft der Tasman-Gletscher auf das Schmelzwasser des Murchison-Gletschers.
Das Schmelzwasser beider Gletscher mündet, wie auch das Wasser von Hooker-Gletscher und Mueller-Gletscher, in den Tasman River, der südwärts fließt und in den Lake Pukaki mündet. Über den Witaki River erreicht das Wasser nördlich von Oamaru den Pazifischen Ozean.

## Geschichte

### Namensgebung
Den Namen erhielt er 1861 durch Julius von Haast nach dem Seefahrer Abel Tasman.

### Der Rückzug der Gletscher
Auffällig sind die anwachsenden Zungenbeckenseen, der Rückgang des „weißen Eises“ (Eis ohne Moränenmaterial) und das Anwachsen der Moräne im Vergleich zur Eisschmelze. Der Gletscher befindet sich auf dem Rückzug. Im Zeitraum von 1976 bis 2007 hat er rund 5 Kilometer verloren.
Aus der Verschmelzung mehrerer kleiner Schmelzwasserseen entstand bis 1990 der Tasman Lake, der bis 2008 7 km Länge, 2 km Breite und 245 m Tiefe erreicht hatte und weiter im Wachstum begriffen ist.
Im Zuge des Christchurch-Erdbebens vom Februar 2011 brach vom Tasman-Gletscher ein Eisstück mit einer geschätzten Masse von 30 Millionen Tonnen ab. Es stürzte in den See am Ende des Gletschers, wodurch eine dreieinhalb Meter hohe Flutwelle erzeugt wurde.